# Gregor Thommen
 (avril 2016).
Pour les articles homonymes, voir Thommen (homonymie).
Gregor Thommen, né le 16 février 1980 à Bienne, est un joueur professionnel suisse de hockey sur glace.

## Profil
Gaucher, il joue au poste de défenseur et porte le numéro de maillot 23.

## Carrière en club
Il suit toutes ses classes juniors au HC Bienne jusqu'en Junior Elite. En 1996, il choisit d'aller au CP Berne au Junior Elite A dans la section sports/études. Il joue dans ce club de 1996 jusqu'en 2000 (avec un prêt pour trois matchs au SC Langnau Tigers) avant de finir la saison 1999-2000 au HC Bienne alors en LNB.
Il reste deux ans dans ce club avant de retenter sa chance en LNA aux Kloten Flyers où il restera deux saisons. De 2003 à 2006, il signe au HC Ajoie où il joue quatre saisons et est nommé capitaine de l'équipe lors de la dernière de celles-ci. Il retourne en 2007 au HC Bienne avec lequel il devient champion suisse LNB cette même année.
Depuis la saison 2008-2009 il évolue en 1re Ligue au HC Napf.

## Carrière internationale
Il représente la Suisse au cours des compétitions suivantes :
Championnat d'Europe junior
- 1998

Championnat du monde junior
- 1999

## Palmarès
- Champion Suisse LNB 2006, 2007 et 2008 avec le HC Bienne
- Promotion en LNA en 2008 avec le HC Bienne